# ポンダンポンダン 王様の恋
『ポンダンポンダン 王様の恋』（ポンダンポンダン おうさまのこい、原題：퐁당퐁당 Love）は、2015年12月13日から2015年12月20日までMBCで放送されていた韓国のテレビドラマである。本作はウェブドラマとしても配信されており、ウェブドラマは10部作で構成されている。また日本でのテレビ放送の際は3話で構成されている
。

## 出演

### 主要人物
- キム・スルギ：チョン・ダンビ 役

数学が苦手な高校3年生だが、ある日、朝鮮時代へタイムスリップしてしまう。
- ユン・ドゥジュン：世宗（セジョン） 役

朝鮮第4代王。ダンビを最初は警戒したが、数学を通じて、恋に落ちる。
- チン・ギジュ：昭憲王后（ソホンワンフ） 役 / ソヒョン 役

世宗の王妃。ダンビをライバル視していたが、次第に親しくなる。/ ダンビの現代の親友。
- アン・ヒョソプ：ヨン役

世宗の護衛。

### その他の人物
- コ・ギュピル（朝鮮語版）：大殿内官 役

世宗の側近。
- キム・ガプス：黄喜（ファン・ヒ） 役

領議政（ヨンイジョン）。
- チョン・ギュス（朝鮮語版）：シム・オン（朝鮮語版） 役

昭憲王后の父。
- イム・イェジン：大妃（テビ）役 / ダンビの母 役

世宗の母親。/ ダンビの現代の母親。
- イ・デヨン（朝鮮語版）：チェ・マルリ（朝鮮語版） 役

世宗の側近。朝鮮時代の学者。

## スタッフ
演出／脚本：キム・ジヒョン

## 視聴率
| ep.   | 放送日         | 視聴率 | 視聴率 |
| ep.   | 放送日         | AGB    | TNmS   |
| ----- | -------------- | ------ | ------ |
| 第1話 | 2015年12月13日 | 3.3％  | 3.5％  |
| 第2話 | 2015年12月20日 | 2.5％  | 3.0％  |